# 凱莉·布雷蕭
凱莉·布雷蕭（英語：Carrie Bradshaw）是美國HBO電視影集《慾望城市》及其前传《凯莉日记》裡的一個虛構角色，由莎拉·潔西卡·帕克飾演。她是作家坎蒂絲·布希奈兒在同名書籍中創造的代表他本人的角色。
在影集中，凱莉是一位紐約市的報紙專欄作家，也為《Vogue》雜誌不定時撰寫專欄。
2005年，凱莉·布雷蕭在Bravo電視台的「100名最佳電視角色」中排名第11名。

## 角色背景
|  | I revealed too much too soon. I was emotionally slutty. 我表白的太快了，我是情感上的妓女。 |

凱莉在虛構報紙《The New York Star》有一個每周專欄，叫做《慾望城市》，此專欄著重在凱莉和周遭朋友的感情生活，以及他們與紐約這個大城市的互動，專欄的成功使得凱莉開始成名，常被讀者認出，也被當作是一個形象指標。第三季時，她的專欄被用在一個虛構的電影裡，第五季時，她更得到機會將專欄集結成書。第四季結束前，凱莉成為《Vogue》雜誌的自由作家，雖然與總編Enid相處得不好，最後還是找到方法，與她成為好友。
她是一個相當保守的女孩，非常浪漫，不停地在找尋真愛且不認為自己會結婚，儘管如此，她有時也懷疑自己是否會結婚，走進家庭並養育小孩。她曾在1980年代因一夜情墮過一次胎，雖然在第一集認識大人物前已有感情生活，但大人物是她的第一個真愛兼靈魂伴侶。
她住在曼哈頓的上東城東73街上，介在公園大道和麥迪遜大道之間，從未搬家，在第四季時買下。在第一季時，她的公寓是在麥迪遜大道上的一家咖啡廳樓上，到了第四季，公寓的外觀變成了附近的其他公寓，持續到影集結束，甚至是電影。
她的父親在她5歲時離家，兄弟姊妹狀況不得而知。第四季時，在凱莉35歲生日左右，說她與這城市的關係已維持18年了，代表她在17歲時來到紐約。她不像夏綠蒂·約克一樣來自一個富裕的家庭，剛到紐約時還是搭地鐵。她是個吸菸者，常戒菸又放棄，喜好叫做Cosmopolitan的雞尾酒。

## 衣櫃
凱莉是也是一位時尚而活的人，寧願買《時尚》雜誌，不買晚餐，對於設計師鞋款無法抗拒，是個愛鞋成癡的人（特別是Manolo Blahnik、Christian Louboutin、Jimmy Choo等品牌）。她表示她已花費超過4萬美元買鞋子，至少有100雙鞋，每雙鞋大約在450至500元之間。
凱莉最喜歡的購物地點為Barneys、Bergdorf Goodman和Saks Fifth Avenue等百貨公司。對於她來說，帶男友跟父母見面與跟Prada的業務助理見面一樣重要。凱莉曾經為一場慈善時尚秀擔任模特兒（之中有真實的人物和模特兒），代價是她能保留她穿的Dolce & Gabbana服裝。
凱莉令人驚嘆不已的服裝似乎對於一個作家來說是無法負擔的，周邊的朋友也都認為如此，她經常刷卡超額，存款過少而無法貸款，鞋子是她開銷最多的物品。

## 感情

### 大人物
大人物（克里斯·諾斯飾演）在第一季時出現，是一個富有的商人，某日在街上偶遇凱莉結識。他們倆的感情是影集故事的主軸，也跟著時間演進。一開始時，凱莉有點被大人物嚇到，然而，當他們感情逐漸加溫時，大人物卻還是有點無法捉摸。
大人物的本名到了最後一季時才暴露，叫做約翰，全名約翰·詹姆斯·普雷斯頓是從電影裡才得知。凱莉和大人物最後決定結婚，然而在結婚典禮前，大人物懼怕自己的婚事又成為媒體焦點，萌生逃婚的念頭，便離開了會場，不一會兒，他後悔了，決定還是迎娶凱莉。但是凱莉因此崩潰，與他斷絕聯絡，忽略他任何的情書和道歉郵件。最後，他們兩人相遇了，互相傾吐情意，並低調的結婚了。

### 艾登·邵
艾登（約翰·科貝特飾演）是一位家具設計師，是凱莉繼大人物之後的下一個正式男友，他們倆的認識是經由史丹佛·布萊契（Stanford Blatch；凱莉的同志好友）的介紹，但之後凱莉與大人物出軌，他和艾登的感情便結束了。後來，凱莉和艾登重修舊好，也訂婚了，然而凱莉發覺自己還沒準備好嫁做人婦，艾登也不願意等待凱莉，兩人的婚約宣告破裂。在第六季開始時，凱莉在街上偶遇艾登，發現他已和同樣也是家具設計師的凱西（Cathy）結婚，並有一個兒子叫做泰得（Tate，由莎拉·潔西卡·帕克的真實兒子飾演）。

### 傑克·伯格
與艾登的感情結束後，凱莉開始與傑克（榮恩·李文斯頓飾演）交往，他也是個作家，但收入不穩定。凱莉遇見他時，是在出版社和總編討論新書的細節。傑克是個小說家，對於凱莉作家生涯的成功感到不安。一開始，兩人的感情受到考驗，因為當時傑克尚未與從未現身的女友勞倫（Lauren）分手，之後他們過得相當的開心。當凱莉逐漸成名時，剛好傑克的第二本小說未受准發行，造成他們感情決裂，傑克回頭後，向凱莉示愛，表明要再試試看，但不久後就又離開凱莉，留下一張便利貼，寫著「我很抱歉，我不行，別恨我。」凱莉認為他這樣的分手方式非常地魯莽可悲。

### 亞歷山大·彼得羅夫斯基
第六季時，凱莉和亞歷山大（米哈伊·巴里什尼科夫飾演）展開一段感情，他是一位富有且成功的中年俄國藝術家，凱莉相當喜歡這段關係，但發現他已有一個20幾歲女兒，且不想再有其他小孩了，因此凱莉被迫在亞歷山大和擁有小孩間選擇，最後她選擇了前者，儘管她認為亞歷山大並不會全力的愛她，因為亞歷山大非常以自我為中心。
之後，亞歷山大詢問凱莉是否放棄在紐約的生活和工作，跟著他到巴黎去，凱莉勉強地同意了，到了巴黎後卻相當地失望，發現與期待中的生活不同，她不諳法語，且常被亞歷山大冷落在一旁。在倒數第二集時，凱莉離開了亞歷山大，遇到大人物，並跟著他回到紐約了。

## 外部連結
- 官方网站
- 互联网电影数据库上凱莉·布雷蕭的资料
- 凱莉·布雷蕭個人網站（页面存档备份，存于）
- 真實專欄文章檔案庫（页面存档备份，存于）